# Déforestation en Côte d'Ivoire
La déforestation en Côte d'Ivoire a pris des proportions alarmantes dans la seconde moitié du XXe siècle, en raison de l'agriculture et, dans une moindre mesure, de l'exploitation forestière et de la construction d'infrastructures. La conversion des forêts en espaces arboricoles n'est pas à considérer uniquement sous un jour négatif, puisqu'elle s'inscrit dans une certaine forme de rationalité économique, mais l'importance de ce phénomène entraîne des menaces sur la biodiversité et participe au réchauffement climatique. Des mesures nationales et internationales sont prises pour inverser la tendance.

## État des lieux de la couverture forestière en Côte d'Ivoire
La couverture forestière du pays passe de 15 millions hectares au début du XXe siècle à 9 millions dans les années 1950 et 3 millions en 1993.
Selon des données plus récentes, la couverture forestière est passée de 7,85 millions d’hectares en 1986 à 5,09 millions d’hectares en 2000, puis à 3,4 millions d’hectares en 2015, soit des taux de perte annuels respectifs de 3,04 % et 2,66%. Le rythme de la déforestation ralentit entre 2000 et 2015 mais reste largement supérieur aux capacités de régénération de la forêt naturelle
La déforestation s'accentue dans les trente années qui suivent l'indépendance et connaît un pic entre 2000 et 2015, alors que le pays traverse une crise politico-militaire.Aujourd'hui le couvert forestier est estimé a 2,97 million d'hectares, soit 9,2% du territoire national.

## Causes

### Transformation de la forêt en terre cultivable
En 2015, 80% de la superficie des forêts classées sont occupées par des parcelles agricoles. En moins d'un siècle, le pays a perdu ainsi 90% de ses forêts naturelles.
L'accélération récente de ce phénomène ne doit pas cacher le fait que la forêt secondaire constitue déjà la moitié du couvert forestier au début du XXe siècle et que la transformation en terres agricoles ne correspond pas entièrement à un déboisement en raison de l'importance de l’arboriculture.

### Abattage artisanal et industriel
L'appropriation de la forêt par les paysans prend son essor sous la colonisation avec une politique volontariste de l'État, participant à l'exploitation forestière au même titre que les plantations. Entre 1925 et 1955, l'accaparement de l’exploitation du bois par les industries coloniales pousse les populations indigènes à se tourner vers la culture du cacao.

### L'expansion agricole

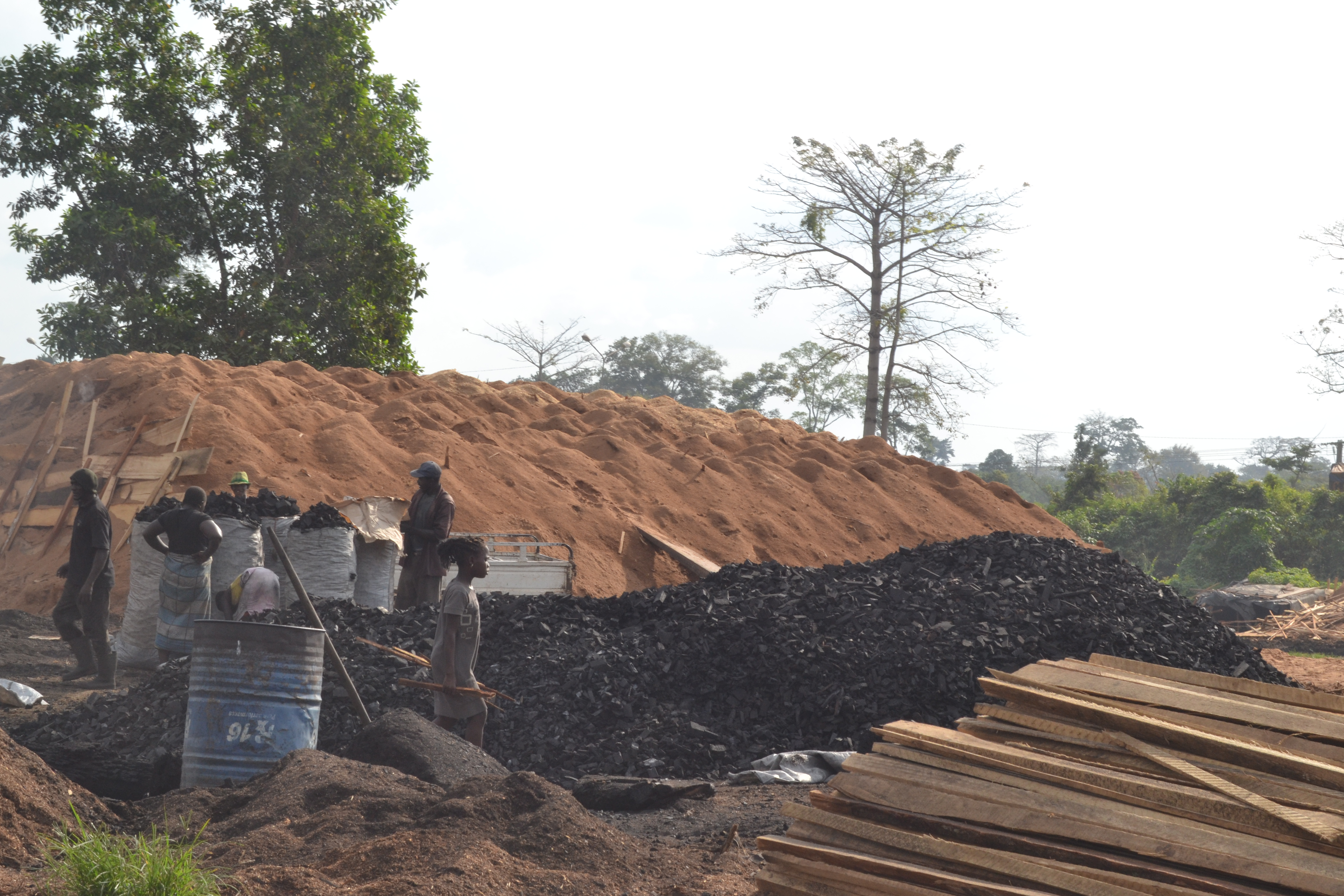
Fabrication de charbon de bois près de Yamoussoukro.

Les productions de la zone forestière se diversifient entre les années 1955 et 1980 avec la libéralisation de l’accès à la forêt et le développement de plantations industrielles ou villageoises de cocotiers et d'hévéa. Entre 1956 et le 1980, l’exportation de bois passe de 210 000 à près de 3 000 000 de tonnes. L'introduction du bulldozer et du camion-grumier favorise le déplacement des zones de production forestières, initialement cantonnées dans le Sud-Est.

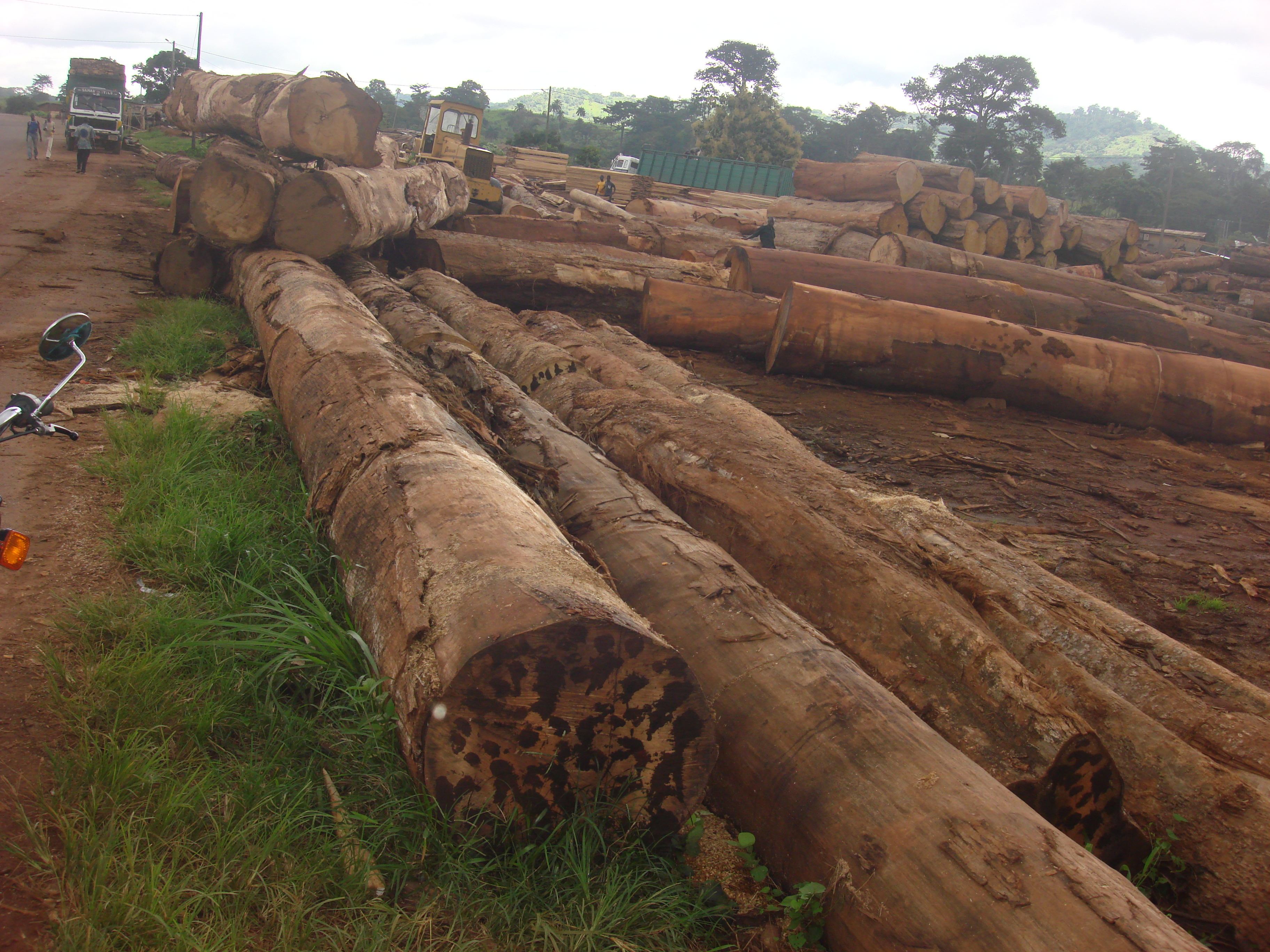
Exploitation du bois en Côte d'Ivoire.

L'extension des terres agricoles, et en particulier la culture du cacao, est la principale cause de la déforestation. L'exploitation de bois, autrefois importante composante de l’exportation, a diminué après l'essor de la cacaoculture et de la caféiculture. La production de bois d’œuvre et d’ébénisterie dans le domaine rural est ainsi passé de 1,3 million de m³ en 2005 à 1,1 million de m³ en 2015. La consommation de bois-énergie, l’extraction minière et l'orpaillage sont également des facteurs directs de ce phénomène.
La mauvaise gouvernance, le manque de coordination politique, le manque de sécurité et la pression démographique participent indirectement à la déforestation.

## Mesures politiques
Le Code forestier de 1965 conditionne l’accès des entreprises forestières à leur capacité de transformation sur place. Le principe de la gestion durable des forêts, au fondement des décrets de 1912-1913 et du Code forestier de 1935, est abandonné en 1975 au profit de la cacaoculture. A la ségrégation spatiale de l'espace forestier succède alors des dynamiques pionnières jusque dans les années 1980 avant que l'épuisement des forêts n'incite au changement de perspectives.
La Côte d'Ivoire intègre le dispositif international REDD+ en 2011 afin de lutter contre le réchauffement climatique et de rétablir son couvert forestier. Cet engagement se traduit par une politique forestière s'appuyant sur la Convention-cadre des Nations unies sur les changements climatiques. Le plan de REDD+ incite notamment à lutter contre la déforestation agricole en améliorant la productivité dans ce secteur et à mettre en place une gestion durable des ressources naturelles.
En 2014, une loi portant valeur de code forestier attribue la propriété de l’arbre aux propriétaires fonciers et aux plantations dans le but d'encourager le reboisement. Le pays comprend 234 forêts classées d'une superficie totale de 4 196 000 hectares, gérées depuis 1992 par la Société de développement des forêts (Sodefor).
En février 2019, le gouvernement adopte une « Stratégie de préservation, de réhabilitation et d'extension des forêts » (SPREF), conçue pour atteindre un taux de couverture forestière de 20 % à l'horizon 2020-2030, soit 6,45 millions d'hectares. Ce plan se heurte cependant à la monoculture du cacao. Opérationnelle depuis 2020, la Brigade spéciale de surveillance et d'Intervention (BSSI), comptant 650 soldats au moment de sa création, est chargée de lutter contre la déforestation clandestine.